# William Gilbert (fizyk)

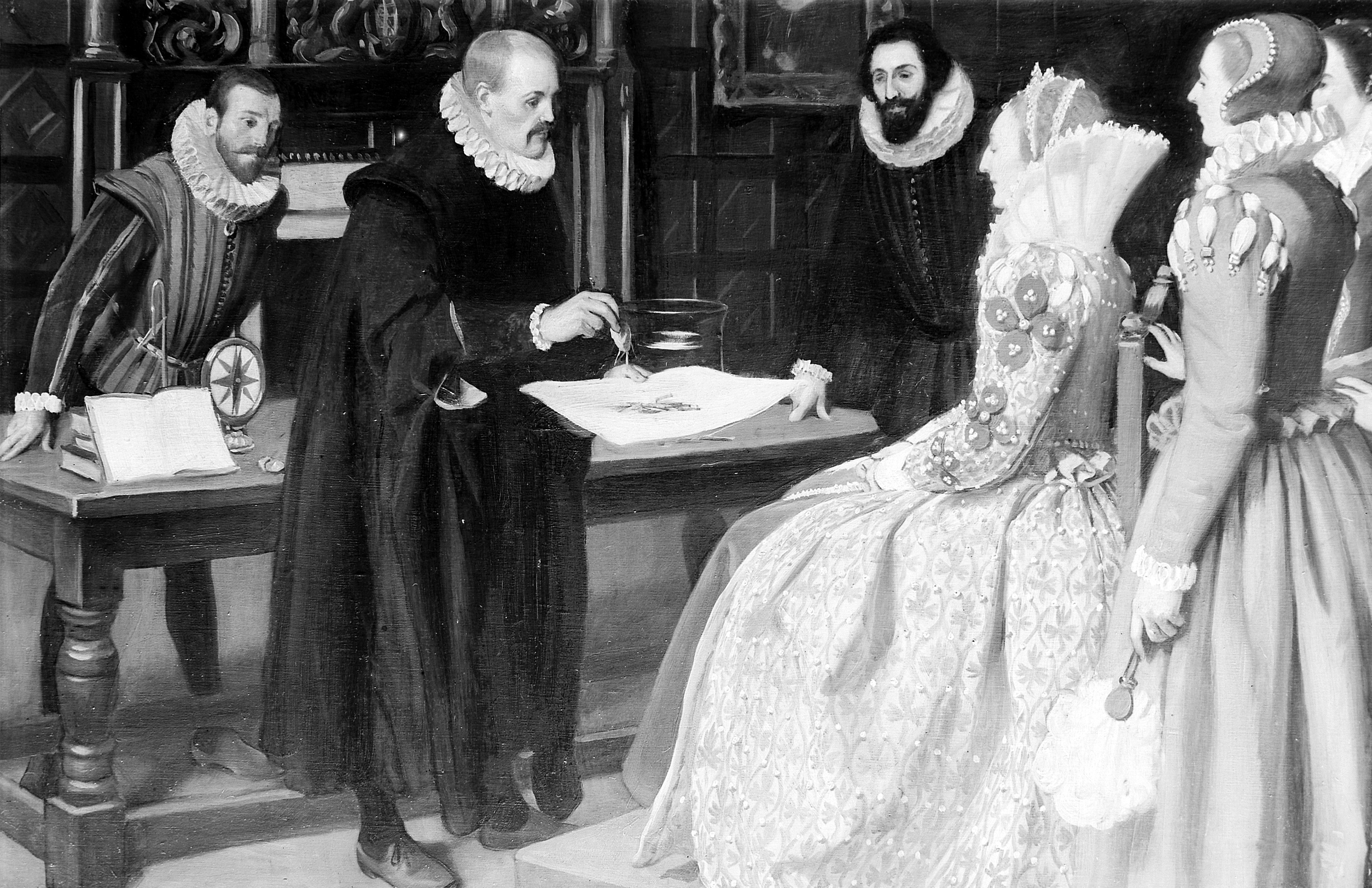
William Gilbert demonstruje królowej Elżbiecie I zjawisko magnetyzmu.

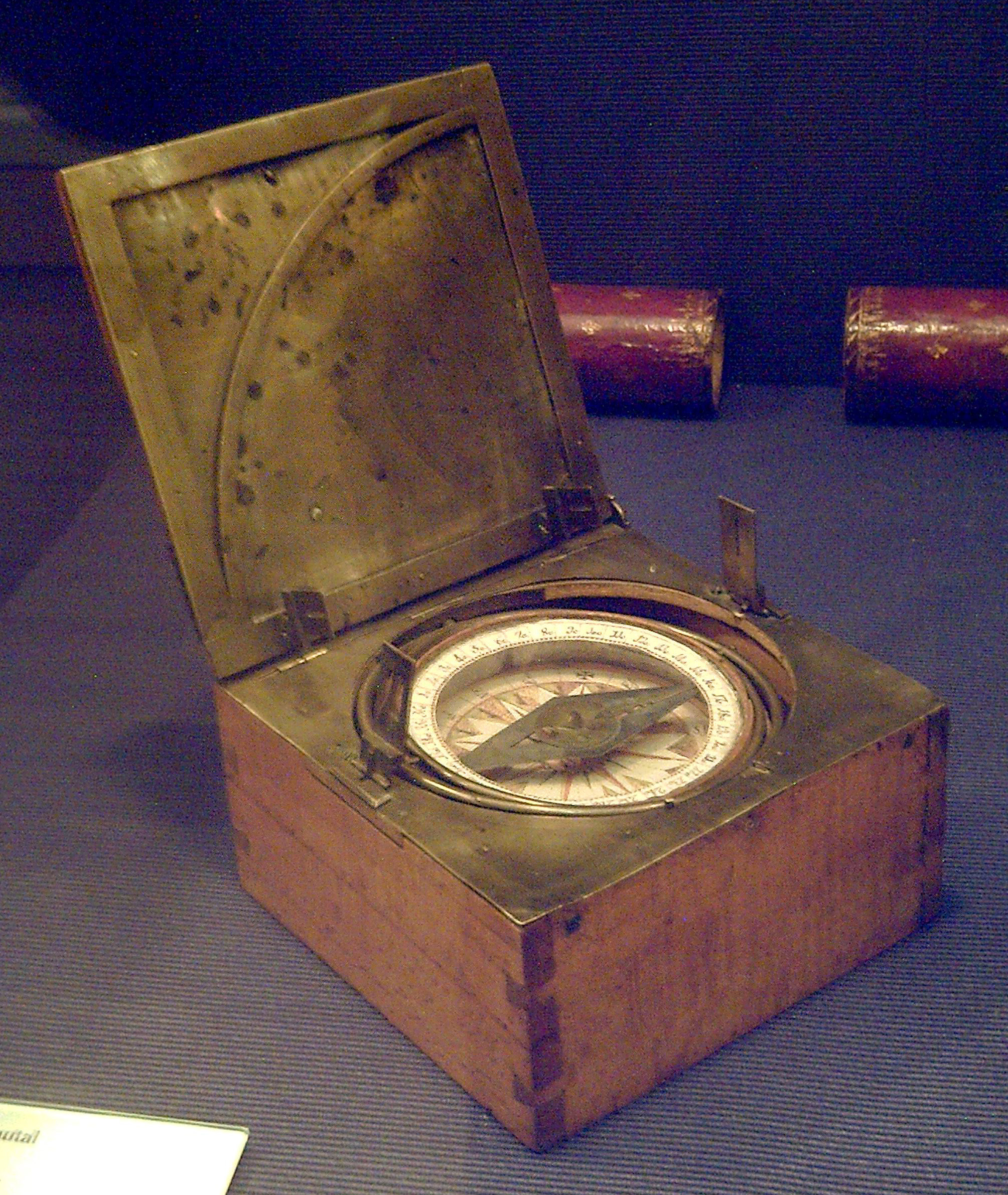
Hiszpański kompas z XVIII wieku. Praktyczne wykorzystanie kompasu w żegludze dalekomorskiej zwiększyło zainteresowanie magnetyzmem.

William Gilbert (ur. 24 maja 1544 w Clare , zm. 30 listopada?/10 grudnia 1603 w Londynie) – angielski fizyk i lekarz, europejski odkrywca zjawiska magnetyzmu ziemskiego, indukcji magnetycznej i elektryzowania się ciał na skutek tarcia.

## Życiorys
W roku 1558 rozpoczął studia w St John’s College na Uniwersytecie Cambridge, zaś w trzy lata później został członkiem tego kolegium . Był osobistym lekarzem królowej Elżbiety I Wielkiej i króla Jakuba I Stuarta.
Jako pierwszy w Europie przeprowadził ok. 1600 roku szczegółowe badania magnetyzmu i wykazał, że oprócz bursztynu można naelektryzować jeszcze wiele materiałów. Gilbert wprowadził do języka angielskiego nowe terminy, takie jak biegun magnetyczny, siła magnetyczna czy przyciąganie magnetyczne. Jako pierwszy spopularyzował termin „elektryczność”. Bywa nawet nazywany „ojcem magnetyzmu i elektryczności”. Uważa się go także za najwybitniejszego elżbietańskiego uczonego.
Główne dzieło Gilberta nosi tytuł De Magnete, Magneticisque Corporibus, et de Magno Magnete Tellure („O Magnesach i ciałach magnetycznych, oraz o wielkim magnesie Ziemi”), a zostało opublikowane w 1600 roku. Było później wznawiane w latach 1628, 1629, 1633 i 1638. Autor opisał w nim wiele doświadczeń ze swoim modelem Ziemi zwanym terrella. Wywnioskował z tych eksperymentów, że Ziemia sama jest namagnesowana i dlatego igła kompasu wskazuje na północ. (Poprzednio wierzono, że to Gwiazda Polarna lub wielka wyspa magnetyczna na biegunie północnym są odpowiedzialne za przyciąganie igły kompasu).
Pozostawił po sobie także dzieło De Mundo Nostro Sublunari Philosophia Nova przygotowane do druku przez jego brata i opublikowane dopiero w roku 1651. Gilbert zgadzał się z Kopernikiem, że Ziemia obraca się wokół własnej osi. Uważał też, że gwiazdy stałe znajdują się w różnej odległości od Ziemi, a nie na jednej sferze, jak dotychczas sądzono. Sądził, że ciała niebieskie są utrzymywane na swoich orbitach przez siłę przyciągania podobną do magnetyzmu.
Na jego cześć jednostkę siły magnetomotorycznej (napięcie magnetyczne) nazwano gilbert (Gb).